# 誘導電流
誘導電流（ゆうどうでんりゅう、英語: induced current）とは、閉回路に電磁誘導が生じる際に発生する電流である。
金属板に渦状に生じるものを渦電流という。

## 向き

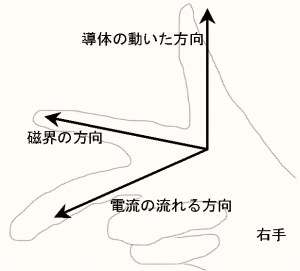
フレミング右手の法則

フレミング右手の法則より、親指を導体の動いた方向、人差し指を磁場の方向としたとき、中指の方向に流れる。レンツの法則より、誘導電流の原因を妨げる方向と一致する。

## 用途
- 発電機、ダイナモ
- 誘導電動機
- 変圧器
- 電磁調理器（IHクッキングヒーター）
- 電気自動車などの回生ブレーキによる充電
- 金属探知機

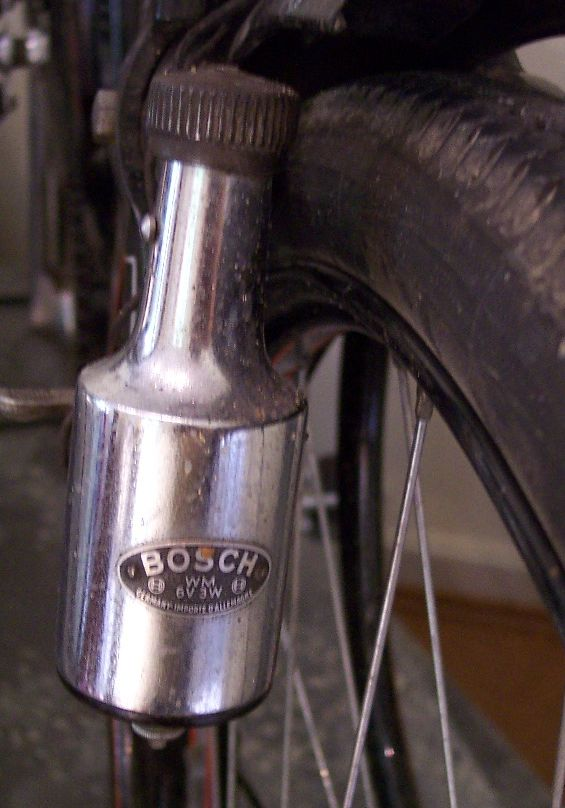
自転車のダイナモ

- ピックアップ（エレクトリック・ギター、エレクトリックベースなど）
- 非接触式ICカード

## 損失・問題点
- 渦電流損渦電流による電気エネルギーの損失。
- 雷の電磁パルスによる誘導電流によって、雷サージが発生する。
- 太陽嵐による誘導電流によって、送電線の電流が乱れる。

## 二次電流
相互インダクタンスの性質がある電力機器において、一次巻線に電圧を加えると一次巻線に励磁電流が流れる。
励磁電流の大きさと向きが変化すると、大きさと向きが変化する磁束が生じ一次巻線と二次巻線に起電力が生じる。
二次巻線が閉回路であれば二次巻線に誘導電流が流れる。これを二次電流という。
二次電流による起磁力を打ち消すよう、一次巻線には補償電流が流れる。
励磁電流と補償電流の合成電流を一次電流という。
二次電流は巻数比と一次巻線の補償電流の積になる。
誘導電動機では、固定子巻線を一次巻線、回転子巻線を二次巻線と考える。